# Панагия (Тасос)
Вижте пояснителната страница за други населени места с името Панагия.
Панагия (на гръцки: Παναγία) е село на остров Тасос в Северна Гърция.

## География
Селището е разположено в североизточната част на острова, в източното подножие на планината Ипсарио на 230 m надморска височина.

## История
В селото има Музей на зехтина. Главната църква на селото е „Успение Богородично“ – възрожденски храм, изграден в 1831 година. Около селото има и 11 по-малки църкви:
- „Свети Пантелеймон“, северно от селото, на пътя за Лименас, от 1887 г.
- „Свети Харалампий“, източно от селото, на пътя за Хриси Амудия, от 1814 г.
- „Света Неделя“, малък параклис на пътя за Хриси Амудия, след „Свети Харалампий“, построена като крайпътен модел на храм в 1935 г. от Николаос Манакудас, превърната в 1961 – 1962 г. от сина му в параклис с размери 4 m на 6,3 m и апсида с размери 3,1 m на изток
- „Света Параскева“, малка църква в Хриси Амудия, от 1910 г.
- „Рождество Богородично“, малък палакрис извън селото, вдясно от пътя, водещ към Хриси Амудия, построен от Берзаманис семейство около 1845 – 1850 г.
- „Свети Йоан Богослов“, малък параклис, построен около 1824 – 1830 г.
- „Свети Николай“, построена в началото на XXI век южно от селото, в местността Пирги, на място, където е открита икона на Свети Николай, с малък вход и малък прозорец
- „Свети Георги“, разположена на стръмнината към Потамия
- „Свети Атанасий“, построена в 1818 г. на стария път Лименас – Панагия, под параклиса „Св. св. Константин и Елена“, нартексът му по-късно е превърнат в църквичка
- „Св. св. Константин и Елена“, малък паракрис с голям прозорец на южната страна в гората северно от селото
- „Секновение“, построен в 1835 година на крайбрежния път за Лименас, с каменна зидария и полукръгла апсида.[3]

На австро-унгарската военна карта е отбелязано като Panajia (Palapitia).
Селото традиционно произвежда маслини и зехтин, както и мед. Занимава се и със скотовъдство.
| Име         | Име           | Ново име   | Ново име    | Описание |
| ----------- | ------------- | ---------- | ----------- | -------- |
| Хамодкоцяна | Χαμονκότσιανα | Пурнаракия | Πουρναράκια |          |
| Цаирия      | Τσαΐρια       | Ливадакия  | Λιβαδάκια   |          |

| Година    | 1913 | 1920 | 1928 | 1940 | 1951 | 1961 | 1971 | 1981 | 1991 | 2001 | 2011 | 2021 |
| --------- | ---- | ---- | ---- | ---- | ---- | ---- | ---- | ---- | ---- | ---- | ---- | ---- |
| Население | 1857 | 1342 | 1092 | 1258 | 1291 | 1225 | 1069 | 899  | 876  | 820  | 725  | 672  |

## Личности
Родени в Панагия
- Августос Теологитис (1892 - 1975), гръцки политик
- Георги Христолов (1825 – 1878), български възрожденски духовник
- Теодор Зисис (р. 1941), гръцки богослов